# Comuna Bata, Arad
Bata (în maghiară: Batta) este o comună în județul Arad, Banat, România, formată din satele Bacău de Mijloc, Bata (reședința), Bulci și Țela.

## Demografie
Componența etnică a comunei Bata
     Români (91,3%)
     Alte etnii (1,24%)
     Necunoscută (7,46%)
Componența confesională a comunei Bata
     Ortodocși (75,05%)
     Penticostali (10,61%)
     Romano-catolici (5,35%)
     Alte religii (1,34%)
     Necunoscută (7,65%)
Conform recensământului efectuat în 2021, populația comunei Bata se ridică la 1.046 de locuitori, în scădere față de recensământul anterior din 2011, când fuseseră înregistrați 1.088 de locuitori. Majoritatea locuitorilor sunt români (91,3%), iar pentru 7,46% nu se cunoaște apartenența etnică. Din punct de vedere confesional, majoritatea locuitorilor sunt ortodocși (75,05%), cu minorități de penticostali (10,61%) și romano-catolici (5,35%), iar pentru 7,65% nu se cunoaște apartenența confesională.

## Politică și administrație
Comuna Bata este administrată de un primar și un consiliu local compus din 9 consilieri. Primarul, Cristian-Giorgian Matiaș[*], de la Partidul Național Liberal, este în funcție din 1 noiembrie 2024. Începând cu alegerile locale din 2024, consiliul local are următoarea componență pe partide politice:
|  | Partid                      | Consilieri | Componența Consiliului | Componența Consiliului | Componența Consiliului | Componența Consiliului |
|  | --------------------------- | ---------- | ---------------------- | ---------------------- | ---------------------- | ---------------------- |
|  | Partidul Național Liberal   | 4          |                        |                        |                        |                        |
|  | Partidul Social Democrat    | 2          |                        |                        |                        |                        |
|  | Alianța Dreapta Unită       | 1          |                        |                        |                        |                        |
|  | Alianța Național Țărănistă  | 1          |                        |                        |                        |                        |
|  | Murărescu Alexandra Mihaela | 1          |                        |                        |                        |                        |

## Atracții turistice
- Castelul Mocioni, construcție secolul al XIX-lea
- Defileul Mureșului (sit de importanță comunitară inclus în rețeaua europeană Natura 2000 în România)